# Castel Sant'Angelo (Lácio)
Castel Sant'Angelo é uma comuna italiana da região do Lácio, província de Rieti, com cerca de 1.287 habitantes. Estende-se por uma área de 31 km², tendo uma densidade populacional de 42 hab/km². Faz fronteira com Borgo Velino, Cittaducale, Micigliano, Rieti.

## Demografia
| Variação demográfica do município entre 1861 e 2011                               |
|                                                                                   |
| Fonte: Istituto Nazionale di Statistica (ISTAT) - Elaboração gráfica da Wikipedia |